# ユルク
ユルク、ウルク（蘭: Urk [ʏrk] ( 音声ファイル)）は、オランダ中部フレヴォラント州の基礎自治体（ヘメーンテ）。

## 歴史
ユルクが、初めて文献に登場したのは10世紀のことで、13世紀に北海の水が連続的に流入した後に、ゾイデル海の一部となってしまったアルメレ湖の内部にあった島であった。1939年、オランダ本土からユルクまでの間の運河が締め切り大堤防計画によって、ユルク周囲のゾイデル海の海水が、より塩分の少ないアイセル湖に代わった時、ユルクは島ではなくなった。
20世紀後半、ユルク周辺の海底は埋め立てられ、海から北東ポルダーに代わった。